# Халіловська сільська рада
Халі́ловська сільська рада (рос. Халиловский сельский совет) — муніципальне утворення у складі Абзеліловського району Башкортостану, Росія. Адміністративний центр — село Халілово.

## Населення
Населення — 2609 осіб (2019, 2861 в 2010, 2747 в 2002).

## Склад
До складу поселення входять такі населені пункти:
| Населений пункт          | Населення, осіб (2002) | Населення, осіб (2010) |
| ------------------------ | ---------------------- | ---------------------- |
| Абдулмамбетово, присілок | 514                    | 576                    |
| Ішбулдіно, присілок      | 555                    | 539                    |
| Калмаково, присілок      | 28                     | 22                     |
| Махмутово, присілок      | 558                    | 584                    |
| Хусаїново, присілок      | 22                     | 23                     |
| Халілово, село           | 1070                   | 1117                   |